# Франц фон Хатцфелд
Франц фон Хатцфелд (на немски: Franz von Hatzfeld; * 13 септември 1596, дворец Кротторф при Фризенхаген; † 30 юли 1642, Вюрцбург) от род фон Хатцфелд в Хесен, е княжески епископ на Вюрцбург (1631 – 1642) и Бамберг (1633 – 1642).

## Биография
Той е третият син на Себастиан фон Хатцфелд (1566 – 1630), който е съветник в Курфюрство Майнц, оберамтман (1605 – 1616), съдия в Айхсфелд в Хайлигенщат, и първата му съпруга Луция цу Зикинген (1569 – 1603), правнучка на Франц фон Зикинген, дъщеря на съветника в Курфюрство Майнц Франц фон Зикинген (1539 – 1597) и Анна Мария фон Фенинген († 1582). Баща му Себастиан се жени още три пъти.
Брат е на Хайнрих Фридрих фон Хатцфелд († 1647), фрайхер, приор в „Св. Стефан“ в Майнц, Мелхиор фон Хатцфелд († 1658), фрайхер/граф имперски фелдмаршал, и на Херман фон Хатцфелд-Глайхен († 1673), граф на 27 май 1635 г. във Виена.
На 7 август 1631 г. катедралният капител във Вюрцбург го избира за княжески епископ. Той винаги е лоялен към иператора и има добри връзки с двора във Виена. По това време папа е Урбан VIII и Фердинанд II император. На 4 август 1633 г. той е избран за епископ на Бамберг. През Тридесетгодишната война шведите окупират Бамберг и Франц фон Хатцфелд трябва да бяга в Кьолн.
На 27 май 1635 г. тримата братя Франц, Мелхиор и Херман, са издигнати от императора на имперски графове. През 1636 г. императорът номинира Франц за негов представител (Plenioltentario) при съвещанията за мир с Швеция, но преговорите се провалят.
Франц фон Хатцфелд умира на 45 години на 30 юли 1642 г. във Вюрцбург от удар.